# Helliconia
Helliconia este o trilogie science fiction scrisă de Brian Aldiss, a cărei acțiune se petrece pe o planetă de tipul Pământului, numită Helliconia. Este o cronică epică a ridicării și căderii civilizației de-a lungul a o mie de ani, pe măsură ce planeta trece prin anotimpurile sale incredibil de lungi, care durează secole.
Trilogia cuprinde cărțile:
- Helliconia - primăvara (1982)
- Helliconia - vara (1983)
- Helliconia Winter (1985)

## Sinopsis
Personajul principal nu este o persoană anume, ci planeta în sine. Cartea descrie detalii credibile ale planetei din perspectiva unui vast domeniu de științe - astronomie, geologie, climatologie, geobiologie, microbiologie, religie - pentru care Aldiss a primit ajutorul multor academicieni de la Universitatea Oxford. Conexiunile realizate arată numeroasele moduri în care aceste aspecte ale vieții se influențează unul pe celălalt.
Acțiunea cărții are loc la șase mii de ani în viitor. O stație spațială de pe Pământ, Avernus, orbitează în jurul Helliconiei și observă cu atenție planeta și activitatea locuitorilor ei inteligenți. Tentația de a interveni în problemele Helliconiei este una dintre dilemele mereu prezente la echipajul stației Avernus.
Anul helliconian (numit anul mare) este foarte lung, fiind echivalentul a 2500 de ani tereștri, iar temperatura globală variază semnificativ de-a lungul lui. Una dintre temele majore ale trilogiei o reprezintă fragilitatea civilizației umane în contextul schimbărilor de mediu și abilitatea omenirii de a păstra și de a recrea civilizația. Fenomenele legate de schimbarea anotimpurilor furnizează efecte de tipul deus ex machina în punctul culminant al fiecăruia dintre cele trei romane: copaci care explodează la sfârșitul Primăverii și permit eroilor să scape unui atac al phagorilor, peștele migrator de la sfârșitul Verii care permite eroului să scape de armata invadatoare și phagorii jefuitori de la sfârșitul Iernii care îi permit lui Luterin să scape din captivitate.
Helliconia este populată cu două rase inteligente, oamenii și phagorii. Oamenii nu sunt la fel cu cei de pe Pământ, dar sunt o specie foarte asemănătoare.

## Pământul
Până în prezent, oamenii de pe Pământ s-au aflat într-o epocă de explorări. Acest lucru a adus doar dezamăgiri: călătoria cu viteze mai mari decât lumina s-a dovedit imposibilă și puține dintre planetele descoperite aveau o viață superioară celei de microorganisme. Singurul succes adevărat s-a dovedit a fi descoperirea Helliconiei. Stația Avernus a fost pusă să observe Helliconia, fără a interfera, furnizând date științifice și material pentru un reality-show epic.
Mai târziu, rasa umană s-a autodistrus, împreună cu alte forme de viață de pe Pământ, în timpul unui război nuclear. După mai bine de o mie de ani, mecanismul Gaia a repopulat Pământul, inclusiv cu oameni, care acum trăiesc în stil nomad, fără a fi interesați de tehnmologie. 

### Avernus
De pe suprafața planetei, masiva stație spațială Avernus apare ca o stea strălucitoare ce se mișcă repede. Ea adună date științifice, imagini video și altele prin intermediul a mii de sonde și a altor dispozitive de monitorizare de pe planetă, pe care le trimite pe Pământ.
Pe Avernus trăiesc șase mii de oameni, urmașii echipajului original, într-un mediu mic dar confortabil, dotat cu tehnologie de ultimă generație. După războiul nuclear, transmisiile de pe Pământ s-au oprit brusc, fără un motiv aparent pentru cei de pe Avernus. Avernus își continuă munca timp de secole, dar populația sa izolată ajunge la o stare de nebunie și perversiune sexuală (o temă comună în opera lui Aldiss, pe care acesta o tratează mai curând cu repulsie decât cu senzualitate). La sfârșitul trilogiei, Avernus nu mai este decât o carcasă goală, fără viață.

## Helliconia

### Astronomia
Helliconia se află într-un sistem solar binar, format din Batalix, o pitică galben-portocalie din clasa G4 similară soarelui nostru
) și Freyr, o supergigantă albă de tip A fierbinte și strălucitoare. Helliconia se rotește în jurul lui Batalix, care se rotește în jurul lui Freyr. Se presupune că sistemul Batalix-Freyr se află în constelația Ophiuchus, la o mie de ani lumină de Pământ. 
Helliconia se rotește în jurul lui Batalix în 480 de zile, fiecare zi având 25 de ore, formate din 40 de minute a câte 100 de secunde. Acesta este numit "anul mic". Orbita Helliconiei și a lui Batalix în jurul lui Freyr, "anul mare", e extrem de eliptică și durează aproximativ 1.825 de ani mici, adică 2.592 de ani tereștri. La periastru, Batalix se află la 236 de unități astronomice de Freyr, în timp ce în punctul opus se află la 710 UA.. Opt zile formează o săptămână helliconiană, șase săptămâni o decadă, iar 10 decade un an mic.. În timp ce modificările sezoniere din timpul anului mic sunt mai puțin vizibile ca cele de pe Pământ, lungile sezoane ale anului mare sunt foarte evidente. Când se află la distanță de Freyr, lumina lui Batalix este suficientă doar pentru a menține un climat similar erei glaciare. Dar aportul lui Freyr este cu câteva ordine de mărime superior celui al lui Batalix, așa încât, pe măsură ce Helliconia se apropie de Freyr, tropicele Helliconiei devin mai fierbinți decât cele ale Pământului.
În trecut, Helliconia orbita doar în jurul lui Batalix, dar, cu opt milioane de ani terreștri în urmă (de puțină vreme, în conformitate cu standardele astronomice și evoluționiste), atracția gravitațională a lui Freyr a capturat sistemul Helliconia-Batalix . Sistemul solar inițial al lui Freyr consta în două stele, dar, în urma întâlnirii cu Batalix, steaua-soră a lui Freyr a fost aruncată afară din sistem, împreună cu  una dintre planetele lui Batalix și o lună a Helliconiei, numită de phagori T'Sehn-Hrr.

### Geografia
Helliconia are de 1,28 ori masa Pământului, fiind mai mare ca acesta, dar având o înclinare a axei mai mică. Asta înseamnă că anotimpurile anului mic sunt blânde, dar planeta are calote polare imense, capabile să reziste și celor mai lungi veri, suprfața locuibilă fiind silimară celei terestre.
Există trei continente, unul tropical (Campannlat), unul nordic (Sibornal) și unul sudic (Hespagorat). Acțiunile din "Helliconia - primăvara" și "Helliconia - iarna" se petrec în principal în Campannlat, cu viața sa bogată, în timp ce "Helliconia Winter" se concentrează pe Sibornal, unde mediul dur încurajează progresul tehnologic. Continentul sudic apare doar ocazional în cărți.

### Biologia
Trilogia descrie o varietate de plante și animale imaginare și modul în care se adaptează climei extreme. Memorabil rămâne viermele lui Wutra, o creatură imensă a cărei viață corespunde anului mare, fiind echivalentul helliconian pentru dragon. Vara, tânărul vierme zboară prin aer, iar iarna creatura adultă rămasă fără aripi trăiește într-o rețea de tuneluri dedesubtul suprafeței.

### Phagorii
Phagorii, numiți și "ancipitali," sunt ființe umanoide cu blană albă, cu o statură apropiată de a oamenilor dar cu un aspect amintind de miticul minotaur. Sunt inteligenți, având propria limbă și cultură, dar civilizația lor nu a trecut de stadiul de vânători-culegători. Phagorii au o serie de caracteristici fizice ciudate: sângele e auriu, iar intestinele se află deasupra plămânilor în cavitatea toracică. Sunt descriși ca fiind robuști, deși nu tolerează vremea caldă și au o viață îndelungată. La vârste înaintate se mișcorează și devin cherationoși, ajungând să semene cu niște totemuri îmblănite fără o viață biologică evidentă. Phagorii vii continuă să păstreze legătura cu spiritele străbunilor aflați în stare cheratinoasă, intrând într-o stare mentală specifică. În starea respectivă, își percep străbunii ca mici spirite patrupede.
De la apariția lui Freyr, oamenii și phagorii au fost mereu în conflict pe întreaga planetă, phagorii având supremația iarna, iar oamenii vara. Schimbările lente în soarta celor două rase sunt conduse de climă și biologie, făcând conflictele dintre ele irelevante.
Într-o inversare a relației originale, phagorii sunt ținuți uneori ca sclavi de către oameni, chiar și în perioada iernii. În anumite situații, phagorii sunt angajați ca soldați de către societățile umane.

### Oamenii
Înainte ca sistemul Helliconia-Batalix să fie capturat de Freyr, rasa dominantă a planetei era cea a phagorilor. Creșterea temperaturii rezultată în urma noi configurații stelare a ajutat evoluția rasei umane. Înainte de Freyr, strămoșii oamenilor au fost creaturi asemănătoare maimuțelor, ținute uneori de phagori drept animale de companie. Deoarece rasa umană s-a dezvoltat după capturarea de către soarele Freyr, phagorii îi numesc "Fii lui Freyr". Amintiri ale evoluției umane se pot găsi în cele câteva rase semi-umane. Ca atare, oamenii de pe Helliconia și cei de pe Pământ nu sunt înrudiți, în ciuda unei aparente asemănări.
La sfârșitul marii toamne, oamenii ating un nivel al civilizației comparabil Renașterii europene. Dar, odată cu revenirea iernii de o mie de ani, civilizația umană regresează, pentru a fi reconstruită primăvara următoare. (Tipare similare, dar nu la fel de regulate, de evoluții și involuții se pot observa în istoria Pământului). Cartea sugerează că oamenii din unele regiuni reușesc să păstreze cunoștințele și structurile sociale pe durata iernii și că e posibil ca, în următorii ani mari, să poată dezvolta o civilizație industrial-științifică suficient de avansată pentru a supraviețui iernii și a deveni, astfel, complet dominantă pe Helliconia.

#### Febra oaselor și Moartea grasă
Febra oaselor este o boală a oamenilor caracterizată printr-o formă extremă de anorexie, o epidemie care curăță lumea la începutul marii primăveri. Moartea grasă este o boală caracterizată printr-o formă extremă de bulimie, o epidemie care curăță lumea la sfârșitul marii toamne. 
Cele două boli sunt extrem de neplăcute și au o rată a mortalității foarte ridicată. Totuși, corpurile supraviețuitorilor rămân mai slabe sau mai grase, fiind mai bine adaptate condițiilor verii, respectiv iernii. Cele două boli sunt cauzate de același virus, purtat de o căpușă și declanșat de schimbările de mediu survenite odată cu trecerea dintr-un anotimp în altul. Astfel, oamenii au o relație simbiotică cu virusul și (fără să o știe) cu phagorii, care sunt purtătorii căpușei și, deci, a virusului. În mod logic, populațiile umane care trăiesc izolate de phagori au șanse mai mici de a scăpa schimbărilor sezonului. În ciuda acestui lucru, se cunosc cazuri rare de oameni care supraviețuiesc în zone îndepărtate, fiind considerați niște paria grotești de către supraviețuitori (oribil de grași sau de slabi, conform standardelor umane).
Boala, deși esențială pentru supraviețuirea oamenilor de pe Helliconia, este fatală pentru pământenii de pe Avernus, care nu au capacitatea naturală de a se apăra. Totuși, mulți dintre ei participă la o "loterie" la care pot câștiga o vizită pe suprafața planetei și interacțiunea personală cu populația, știind că boala mortală îi va ucide în câteva zile.

## Vezi și
- 1982 în științifico-fantastic
- 1983 în științifico-fantastic
- 1985 în științifico-fantastic

Format:Brian Aldiss